# Ian Hellström
Ian Erik Hellström, född 29 oktober 1925 i Högalids församling i Stockholm, död 13 maj 2012 i Hårsbäck, Heby, var en svensk målare och skulptör. 
Han började måla 1950 och skulptera 1958 och har gjort studieresor i Frankrike, Italien och Spanien. Han utförde olika smyckesskulpturer, ett slags collage med glaspärlor, broscher, enklare smycken och diverse leksaker, som ibland klistras in i lådor försedda med små fack. Hellström är representerad vid Moderna Museet.